# 오현수
오현수(1972년 ~ )는 대한민국의 배우이다.

## 생애
1972년 서울특별시 출생이며 고등학교 2학년 재학 시절부터 MBC 드라마 《푸른 계절》, 《당신의 축배》를 비롯해 KBS 드라마 《일출》, 《울밑에 선 봉선화》, 《굿모닝 영동》, 《살아남은 자의 슬픔》 등 다수의 작품에  출연했다.
대학을 재수하고 졸업 후에 2002년 KBS 드라마 《제국의 아침》에서 광종의 내군장군 역을 맡아 주목을 받은 후에 영화 《바람의 전설》, 《알 포인트》, 《가족》과 2005년 SBS 드라마 《패션 70's》, 영화 《미스터 소크라테스》 그리고 2006년 OCN 드라마 《코마》《MBC》2012년드라마《빛과그림자》2011년《SBS》드라마《싸인》2013년《드라마의제왕》등에 조연으로 출연했다.

## 학력
- 1988년 ~ 1991년 성보고등학교
- 1992년 ~ 1997년 서울예술대학교 연극과

## 출연

### 방송

#### 드라마
- 1988년 MBC 《푸른 계절》
- 1989년 KBS 2TV 《일출》
- 1989년 MBC 《당신의 축배》
- 1989년 KBS 1TV 《울밑에 선 봉선화》
- 1993년 KBS 2TV 《굿모닝 영동》
- 1993년 KBS 2TV 《살아남은 자의 슬픔》
- 2002년 KBS 1TV 《제국의 아침》 - 광종 내군장군 역
- 2005년 SBS 《패션 70's》 - 교도관 역
- 2006년 OCN 《코마》 - 원무과 직원 역
- 2007년 MBC 《이산》 - 익위사장 역
- 2011년 SBS 《싸인》 - 오 형사 역
- 2011년 MBC 《빛과 그림자》 - 남대호 역
- 2012년 SBS 《드라마의 제왕》 - 최도형 역
- 2018년 MBC《이리와안아줘》-선배형사역
- 2019년 웹드라마 《어둠의자식들》- 사채사무실사장 역
- 2022년 KBS 《국가대표와이프》- 용역반장 역
- 2022년 SBS 《어게인마이라이프》- 김현수의원 역
- 2023년 넷플릭스드라마

```
  
퀸메이커
 - 수뇌부역 
```

- 2023년 MBC TV

```
 
열녀박씨 계약결혼뎐
 - 오이사 역
```

- 2024년 KBS TV

```
 
고려거란전쟁
 -거란사신 역
```

- 2024년 넷플릭스드라마

```
 
살인자ㅇ난감
 - 강력반2팀장 역
```

- 2024년 디즈니플러스

```
 
강매강
 - 오상수 역
```

- 2024년 오징어게임2

```
  1화 빵과복권 복권가게주인 역
```

- 2025년 디즈니플러스

```
 
하이퍼나이프
-강력반성팀장 역
```

- 2025년 디즈니플러스

```
   
넉오프
```

- 2025년 시그널 두번째이야기

### 영화
- 2004년 《바람의 전설》 - 지연 사내 역
- 2004년 《알포인트》 - 김일병 역 외 무전기 목소리역
- 2004년 《가족》 - 교도관 역
- 2005년 《미스터 소크라테스》 -  순경 역

- 2017년 《기억의 밤》 - 송사장 역
- 2020년 《잔칫날》 - 아버지 지인 역
- 2022년  《육사오》- 칼국수가게사장역(우정출연)
- 2023년 리바운드-학부모역
- 2025년 왕과사는남자-대신역